# Savia sessiliflora
Savia sessiliflora là một loài thực vật có hoa trong họ Diệp hạ châu. Loài này được (Sw.) Willd. miêu tả khoa học đầu tiên năm 1806.